# فضاء مينكوفسكي
في الفيزياء والرياضيات، فضاء مينكوفسكي (بالإنجليزية: Minkowski space)‏ أو زمكان مينكوفسكي (بالإنجليزية: Minkowski spacetime)‏ هو البناء الرياضي الذي تستند اليه نظرية النسبية الخاصة لأينشتاين. في هذا الفضاء الجديد تندمج الأبعاد المكانية الثلاثة المعروفة مع البعد الزماني لتشكيل عديد تفرع رباعي الأبعاد لتمثيل الزمكان.
فهو يعني الفضاء ذي الأبعاد الأربعة المثالية التي أوجدها أينشتاين. سُمي هذا الفضاء هكذا نسبة إلى عالم الرياضيات الألماني هيرمان مينكوفسكي.
يرتبط فضاء مينكوفسكي ارتباطًا وثيقًا بنظرية آينشتاين في النسبية الخاصة وهي التركيب الرياضي الأشيع الذي تصاغ عليه النسبية الخاصة. على الرغم من أن المكونات الفردية في المكان والزمان في الإقليديين قد تختلف بسبب تقلص الطول وتمدد الوقت، ستوافق جميع الأطر المرجعية على المسافة الإجمالية في الزمكان بين الأحداث في زمكان مينكوفسكي؛ لأنه يتعامل مع الوقت بشكل مختلف عن تعامله مع الأبعاد المكانية الثلاثة، إذ يختلف فضاء مينكوفسكي عن الفضاء الإقليدي رباعي الأبعاد.
في الفضاء الإقليدي ثلاثي الأبعاد، مجموعة التقايس (الخرائط التي تحافظ على المسافة الإقليدية العادية) هي المجموعة الإقليدية. تُنشأ عن طريق الدوران والانعكاس والانتقال. عندما يُعدّل الوقت بصفته بعداً رابعاً، يضاف المزيد من التحولات في الانتقالات في الوقت وتضاف التعزيزات الغاليلية، فتسمى مجموعة كل هذه التحولات المجموعة الغاليلية. تحافظ جميع التحولات الغاليلية على المسافة الإقليدية ثلاثية الأبعاد. هذه المسافة مكانية بحتة. يُحتفَظ بالفروقات الزمنية بشكل منفصل أيضًا. يتغيّر كل هذا في زمكان النسبية الخاصة، حيث يتشابك الزمان والمكان.
باختصار، يكون زمكان غاليليو وزمكان مينكوفسكي متماثلين عند النظر إليهما على أنهما مشعبات، لكنهما يختلفان عند إضافة المزيد من التركيبات عليهما.

## التاريخ

### الزمكان الإقليدي رباعي الأبعاد
أظهر هنري بوانكاريه عامي 1905-1906 أنه إذا اعتبرنا الزمان بعدًا رابعًا وهميًا (آي سي تي) ict، تكون فيه سي  C  هي سرعة الضوء، وآي I هي الوحدة الوهمية، يمكن اعتبار تحويلات لورينتز دورانًا للإحداثيات في فضاء رباعي الأبعاد يمتلك 3 إحدايثات حقيقية ورابعة وهمية تمثّل الوقت بعداً رابع.  في الزمكان الفيزيائي، تحدد النسبية الخاصة أن الكمية
{\displaystyle -t^{2}+x^{2}+y^{2}+z^{2}}
لا تتغير مع تغير الإحداثيات من إطار عطالي لآخر كما هو الحال في تحويلات لوريزتن. سرعة الضوء سي C هنا ثابتة بحسب بوانكاريه. في الفضاء الذي اقترحه الأخير، فتستخدَم إحداثيات المكان (t, x, y, z) ↦ (x, y, z, it)، تظهر تحويلات لورينتز كدوران عادي يحفظ الشكل التربيعي
{\displaystyle x^{2}+y^{2}+z^{2}+t^{2}}
على الفضاء الإحداثي. يعتبر استخدام تسمية الاحداثيات وترتيبها باستخدام نفس التسميات في إحداثيات المكان وإضافة البعد الرابع له (أي الزمان) عملا تقليديًا. مع أن العبارة الواردة أعلاه تجعل التي سبقتها أقرب إلينا، يمكن أن تكون مربكة للبعض، لأن تي t المستخدمة في المعادلة الأولى (إحداثية زمنية) تختلف عن تلك المستخدمة في المعادلة الثانية (الزمن في أنظمة عطالية كما تقيسها ساعات موجودة ضمن النظام نفسه).
تظهر الدورات في المسطحات الممتدة بين متجهي وحدة مكان في فضاء الإحداثيات كما يظهر الزمكان الفيزيائي في الدورات الإقليدية. على الرغم من أن الدورة في المسطحات الممتدة بين متجه مكان واحد ومتجه زمان واحد تعتبر دورانًا في فضاء الإحداثيات، لكن تعتبر تعزيز لورنتز في الزمكان الفيزيائي الذي يمتلك إحداثات عطالية حقيقية، وعليه يصبح التشابه مع الدوران الإقليدي جزئيًا فقط.
توسّع هيرمان مينكوفسكي بهذه الفكرة معيدًا استخدام معادلات ماكسويل في 4 أبعاد مظهرًا ثباتها تحت تحويلات لورنتز. ثم أعاد صياغة نظرية النسبية الخاصة لأينشتاين في 4 أبعاد أيضًا. من هنا استنتج مينكوفسكي أن الزمان والمكان يجب أن يعاملا بالتساوي، فخرج بتصوره للأحداث التي تجري في زمكان رباعي الأبعاد.

### فضاء مينكوفسكي
في تطور آخر في محاضرته «الفضاء والوقت» عام 1908، قدم مينكوفسكي صياغة بديلة لهذه الفكرة التي استخدمت تنسيقًا حقيقيًا في الوقت الحقيقي بدلاً من صيغة وهمية، تمثل المتغيرات الأربعة (x, y, z, t) من الفضاء والوقت في شكل إحداثي في فضاء حقيقي الأبعاد الأربعة. تتوافق النقاط في هذا الفضاء مع الأحداث في الزمكان. في هذا الفضاء، يوجد مخروط ضوئي محدد مرتبط بكل نقطة. هذه هي النظرة المعتمدة للزمكان في الوقت الحاضر (على الرغم من أن النظرة الأقدم التي تنطوي على وقت وهمي قد أثرت أيضًا على النسبية الخاصة).
في الترجمة الإنجليزية لورقة مينكوفسكي، يشار إلى مقياس مينكوفسكي كما هو محدد أدناه على أنه عنصر طول. يظهر منتج مينكوفسكي الداخلي أدناه دون تسمية عند الإشارة إلى التعامدية لبعض المتجهات، ويشار إلى قاعدة مينكوفسكي التربيعية (بشكل مشفر إلى حد ما، وربما هذا يعتمد على الترجمة) كـ «جمع».
أداة مينكوفسكي الرئيسة هي مخطَّط مينكوفسفكي، ويستخدمه لتحديد المفاهيم وإظهار خصائص تحويلات لورنتز (على سبيل المثال الوقت المناسب وتقلص الطول  المناسب) ولتقديم التفسير الهندسي لتعميم الميكانيكا النيوتونية على الميكانيكا النسبية. بالنسبة لهذه الموضوعات الخاصة، راجع المقالات المستخدمة كمصادر.

قال مينكوفسكي، المدرك لإعادة صياغة النظرية التي وضعها:
خرجت صورة المكان والزمان التي أود أن أضعها أمامكم من تربة الفيزياء التجريبية، وهنا تكمن قوتها. إنها جذرية. من الآن فصاعدا، يحكم على الفضاء بمفرده والزمان بمفرده أن يتلاشيا لمجرد ظلال، فقط نوع من اتحاد الاثنين سيحافظ على حقيقة مستقلة. -هيرمان مينكوفسكي، 1908 ، 1909 
على الرغم من أن مينكوفسكي خطى خطوة مهمة في الفيزياء، رأي أينشتاين محدوديتها:
في الوقت الذي كان فيه مينكوفسكي يعطي التفسير الهندسي للنسبية الخاصة من خلال توسيع فضاءات الإقليدية الثلاثة لتشمل أربعة فضاءات شبه إقليدية تتضمن الزمان، كان آينشتاين يدرك بالفعل أن هذا غير صحيح؛ لأنه يستبعد ظاهرة الجاذبية. كان ما يزال بعيدًا عن دراسة الإحداثيات المنحنية وهندسة ريمان وما ينطويه ذلك من رياضيات ثقيلة العيار.